# L'Escura d'Albigés
L'Escura d'Albigés (en francès Lescure-d'Albigeois) és un municipi francès situat al departament del Tarn i a la regió d'Occitània.

## Demografia
| 1962                                       | 1968  | 1975  | 1982  | 1990  | 1999  | 2006  |
| ------------------------------------------ | ----- | ----- | ----- | ----- | ----- | ----- |
| 2.123                                      | 2.440 | 2.810 | 2.840 | 3.229 | 3.660 | 3.933 |
| Des de 1962: població sense dobles comptes |       |       |       |       |       |       |

## Administració
| Període | Identitat     | Partit |
| ------- | ------------- | ------ |
| 2001-   | Claude Julien | PS     |